# 藤原昭子
藤原昭子（平假名：ふじわら の あきこ/しょうし、生卒年不详）是日本平安時代中期后三条天皇的女御。右大臣藤原赖宗第三女，母亲是藤原伊周的女儿。

## 人物生平
治历2年（1066年）7月入东宫尊仁亲王（后来的后三条天皇）后宫。此前其父藤原赖宗已于康平8年（1065年）薨去。治历4年（1068年）尊仁亲王即位，同年10月昭子被担任大尝祭女御代的职务。翌延久元年（1069年）4月，封女御。与后三条天皇之间未生育子女。延久3年（1071年）移居新造的后宫，居住在承香殿。延久5年（1073年）后三条天皇驾崩，昭子出家为尼，出居堀河院。所以最初她被称为承香殿女御，后来被称为堀河女御。
《荣华物语》记载，昭子之父赖宗最初曾想送她入后冷泉天皇的后宫，但因为藤原赖通要送自己的女儿藤原宽子入内而未能实行，随后昭子才入了东宫的后宫。